# Sönnestbodtjärnen
Sönnestbodtjärnen är en sjö i Bergs kommun i Jämtland och ingår i Ljungans huvudavrinningsområde.